# Генев, Виктор
Ви́ктор Ви́кторов Ге́нев (27 октября 1988, София, Болгария) — болгарский футболист, защитник клуба «Славия».

## Карьера

### Клубная
Воспитанник футбольной школы софийского «Левски». В 19 лет подписал с ней первый профессиональный контракт и почти сразу был отдан в другой болгарский клуб «Монтана», выступавший в то время во втором по значимости дивизионе Болгарии. Отыграв одиннадцать матчей, Генев возвратился в столичный клуб. 19 марта 2008 года он дебютировал за основной состав «Левски» в чемпионате Болгарии в матче с пловдивским «Локомотивом», завершившимся поражением 0:1. В 2009 году «Левски» становится чемпионом и обладателем Суперкубка. 15 июля в матче второго квалификационного раунда Лиги чемпионов с андоррской «Сан-Жулиа» Генев дебютировал на международной арене.
23 июня 2010 года подписал контракт с софийской «Славией». В её составе в чемпионате Болгарии дебютировал 31 июля в матче с «Калиакрой», а 17 октября забил свой первый мяч, поразив ворота «Черно Море». По итогам сезона «Славия» заняла одиннадцатое место в чемпионате и дошла до финала Кубка Болгарии, где уступила ЦСКА.
21 июня 2011 года подписал арендное соглашение с самарскими «Крыльями Советов», рассчитанное на один год. Дебютировал в российской Премьер-лиге 1 августа в матче с пермским «Амкаром», завершившимся вничью 1:1. В январе 2012 года подписал контракт с «Александрией» за которую провел 9 игр и забил 2 гола. Затем вернулся на родину обратно в «Славию».
Играл за казахстанский «Спартак», шотландский «Сент-Миррен» и румынский «Петролул».
13 февраля 2016 подписал контракт с минским «Динамо». В новой команде зарекомендовать себя не смог. За полгода отыграл 3 матча: 2 игры в чемпионате, 1 — в Кубке (2 раза выходил на замену и 1 раз был заменён). 12 июля 2016 стало известно, что контракт футболиста с клубом был расторгнут.
21 сентября 2016 года подписал соглашение с «Левски».

### В сборных
Выступал за молодёжную сборную Болгарии в отборочном турнире к чемпионату Европы 2011, где провёл пять игр и один раз отличился. Единственный гол Виктор забил 9 сентября 2009 года в гостевом матче со Швецией, сравняв счёт на 34-й минуте, однако это не спасло болгар от поражения. 11 ноября 2010 года главный тренер национальной сборной Лотар Маттеус вызвал Генева для подготовки к матчу со сборной Сербии.

## Достижения
«Левски»
- Чемпион Болгарии: 2008/09
- Обладатель Суперкубка Болгарии: 2009

«Славия» (София)
- Финалист Кубка Болгарии: 2010/11

«Ботев» (Пловдив)
- Обладатель Кубка Болгарии: 2016/17
- Обладатель Суперкубка Болгарии: 2017